# I Am (Mary J. Blige)
I Am è un brano musicale scritto da Johntá Austin, gli Stargate e Mary J. Blige, che ne è l'interprete, pubblicato l'8 dicembre 2009 come secondo singolo ufficiale tratto dal nono album Stronger with Each Tear.
Il singolo, disponibile per il download digitale, è stato prodotto dagli Stargate.
Il relativo video è stato diretto da Anthony Mandler.

## Classifiche
| Classifica (2009)         | Posizione massima |
| ------------------------- | ----------------- |
| Canada                    | 96                |
| Giappone                  | 11                |
| Stati Uniti               | 55                |
| Stati Uniti (R&B/hip-hop) | 4                 |